# Între două fronturi (1914-1918)
Între două fronturi (1914-1918) este un roman istoric, autobiografic, existențialist și de analiză psihologică scris de Dr. Dominic Stanca, medic militar de front în timpul Primului Război Mondial.
Cartea are la bază pagini din jurnalul autorului din timpul războiului, dezvăluind experiența anilor de luptă în linia întâi. În același timp, este o frescă exemplară a dramei românilor din Austro-Ungaria, târâți într-un război fratricid.

## Rezumat
Cartea cuprinde două mai părți. Prima parte rememorează evenimentele din perioada petrecută pe Frontul de Est, succesivă perioadei petrecute ca medic militar la Viena, iar a doua parte descrie evenimentele petrecute pe Frontul din Italia.

## Scriere și publicare
Cartea a apărut la Cluj la Editura Patria în 1935 și a avut 324 de pagini.

## Receptarea operei
Lucrarea a primit în ședința din 10 ianuarie 1936 Premiul  „I. Heliade Rădulescu” din partea Academiei Române.

## Analiză literară
Cartea aparține literaturii cu origine în tragica experiență a Primei Conflagrații Mondiale, literatură care s-a constituit într-un atac la eroismul mitizant și de paradă, specific perioadei anterioare anului 1914 și, a fost în fapt o pledoarie pentru pacifism.

### Documentarea realității
Absolvent al Facultății de Medicină din Cluj, Dr. Dominic Stanca a fost în timpul Marii Conflagrații medic al Regimentului 3 Husari.

### Stil literar
Romanul constituie un document istoric fracționat în  micronarațiuni memorialistice într-o manieră  postmodernă, prin care paginile de jurnal ale autorului din timpul Marelui Război sunt conjugate cu interpretări memorabile ale trăirilor și sentimentelor, pe tema răului provocat de om împotriva semenului său. Războiul este văzut astfel ca un dezgustător și tragic complot împotriva ființei umane, iar textul autorului devine o curajoasă excursie într-o lume a zbuciumului sufletesc, protagonistul fiind suspendat între propria sa datorie ca militar și iubirea de neam. Acest zbucium aduce în lumină frământările adânci ale ființei scriitorului, dar relevă și o complexă geometrie interioară a personajului principal, geometrie capabilă să țină piept absurdului.
Există două instanțe narative, zvârcolirile permanente ale eroului principal și ființa națională a românilor  ardeleni periclitată și aflată în derivă. Din text, se conturează disperarea celui obligat să-și închege o identitate personală autentică, în condițiile în care militarul a fost obligat împotriva voinței și principiilor sale să întoarcă arma împotriva confraților săi. Pe de altă parte, același text reconstituie imaginea identitară  etnică a prsonajului, imagine care a fost subiectul consecințelor câtorva sute de ani de mutilare ideologică.
Timpul – care alunecă pe furiș, se constituie într-un suprapersonaj al romanului.

## Aprecieri critice
Conform lui Paul Cernat, romanul lui Stanca despre Primul Război Mondial este remarcabil.